# Dendrophthoe flosculosa
Dendrophthoe flosculosa är en tvåhjärtbladig växtart som beskrevs av Danser. Dendrophthoe flosculosa ingår i släktet Dendrophthoe och familjen Loranthaceae. Inga underarter finns listade i Catalogue of Life.